# نوترکیبی V(D)J

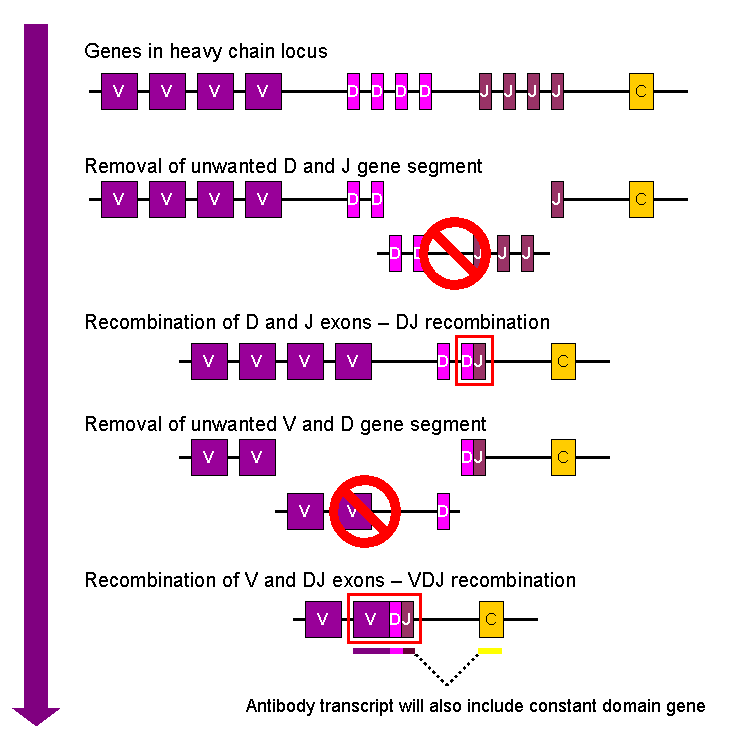
نمای ساده‌سازی شده از نوترکیبی V(D)J برای زنجیره سنگین ایمونوگلوبولین

نوترکیبی V(D)J (انگلیسی: V(D)J recombination) (بازآرایی variable(متغیر)–diversity(تنوع)–joining(اتصالی)) نوعی سازوکار نوترکیبی سوماتیک است که در مراحل نخستین بلوغ لنفوسیت‌های بی و تی رخ می‌دهد و منجر به ایجاد گنجینه بسیار عظیمی از آنتی‌بادی‌ها می‌شود. این روند یکی از خصوصیات معرف دستگاه ایمنی تطبیقی به‌شمار می‌رود.
نوترکیبی V(D)J در پستانداران در اندام‌های لنفاوی اولیه اتفاق می‌افتد (مغز استخوان برای سلول‌های بی و تیموس برای سلول‌های تی) و قطعات ژنی V و J و دربرخی موارد D به‌طوری تقریباً تصادفی در کنار هم بازآرایی می‌شوند که امکان تولید توالی‌های جدید آمینواسیدی در نواحی متصل به آنتی‌ژن ایمونوگلوبولین و TCR را فراهم می‌کند. به این طریق شناسایی آنتی‌ژن‌های متنوع عوامل بیماری‌زا از جمله باکتری‌ها، ویروس‌ها و انگل‌ها و علاوه برآن سلول‌های خودی تغییر یافته در مواردی مثل سرطان امکان‌پذیر می‌شود.
سوسومو تونگاوا در سال ۱۹۸۷ به‌خاطر «کشف اصول ژنتیکی در تولید و تنوع آنتی‌بادی‌ها» برنده جایزه نوبل فیزیولوژی یا پزشکی شد.